# Кейсі Макатір
Кейсі Ієн Макатір (англ. Kasey Ian McAteer; нар. 22 листопада 2001, Нортгемптон, Англія) — ірландський футболіст, атакувальний півзахисник та правий вінґер «Лестер Сіті». Народився в Англії, але виступає за національну збірну Ірландії.

## Клубна кар'єра
У 8-річному віці приєднався до «Лестер Сіті». Дебютував у Прем'єр-лізі 12 грудня 2021 року, вийшов на заміну Джеймсу Меддісону на 88-й хвилині в переможному (4:0) матчі проти «Ньюкасла Юнайтед».
28 січня 2022 року приєднався в оренду до кінця сезону 2021/22 років до клубу Другої ліги «Форест Грін Роверз». Дебютував за нову команду 1 лютого 2022 року в нічийному (1:1) поєдинку проти «Порт Вейла».
31 січня 2023 року перейшов у 6-місячну оренду до «Вімблдона». 10 квітня відзначився своїм першим голом за клуб у програному (2:3) поєдинку проти «Солфорд Сіті».
Після вильоту «Лестера» до Чемпіоншипу в сезоні 2023/24 років, новий менеджер Енцо Мареска випустив Макатіра вперше в стартовий склад за головну команду у 1-му турі сезону 6 серпня 2023 року, який завершився домашньою перемогою (2:1) Чемпіоншипу над «Ковентрі Сіті». 26 серпня відзначився своїм першим голом у Чемпіоншипі за «Лестер», у переможному (2:1) виїзному матчі проти «Ротергем Юнайтед». Він відзначився обома голами за клуб, що принесло перемогу в матчі.

## Кар'єра в збірній
Народився в Англії, його бабуся по материнській лінії родом з Оффалі, Ірландія, а його дідусь по материнській лінії — з Белфаста, Північна Ірландія. 29 серпня отримав виклик до національної збірної Ірландії на майбутні матчі проти Англії та Греції у 2024 році, після оформлення документів та отримання дозволу ФІФА. Дебютував за національну збірну 7 вересня 2024 року в програному (0:2) матчі Ліги націй проти Англії на стадіоні «Авіва». Кейсі вийшов на поле на 75-й хвилині замість Адама Айди.

## Статистика виступів

### Клубна кар'єра
Статистика станом на 7 вересня 2024 року.
| Сезон                    | Команда                  | Чемпіонат                | Чемпіонат | Чемпіонат | Нац. кубок | Нац. кубок | Нац. кубок | Конт. кубок | Конт. кубок | Конт. кубок | Інші кубки | Інші кубки | Інші кубки | Загалом | Загалом | Загалом |
| Сезон                    | Команда                  | Змаг.                    | Матчі     | Голи      | Змаг.      | Матчі      | Голи       | Змаг.       | Матчі       | Голи        | Змаг.      | Матчі      | Голи       | Матчі   | Голи    |         |
| ------------------------ | ------------------------ | ------------------------ | --------- | --------- | ---------- | ---------- | ---------- | ----------- | ----------- | ----------- | ---------- | ---------- | ---------- | ------- | ------- | ------- |
| 2021-січ. 2022           | «Лестер Сіті»            | ПЛ                       | 1         | 0         | КА+КФЛ     | 1+0        | 0          | ЛЄУ+ЛКУ     | 0           | 0           | -          | -          | -          | 2       | 0       |         |
| січ.-лип. 2022           | «Форест Грін Роверз»     | ФЛ2                      | 9         | 0         | КА+КФЛ     | 0          | 0          | -           | -           | -           | АФЛТ       | 0          | 0          | 9       | 0       |         |
| 2022-січ. 2023           | «Лестер Сіті»            | ПЛ                       | 0         | 0         | КА+КФЛ     | 1+1        | 0          | -           | -           | -           | -          | -          | -          | 2       | 0       |         |
| січ.-лип. 2023           | «Вімблдон»               | ФЛ2                      | 18        | 1         | КА+КФЛ     | 0          | 0          | -           | -           | -           | АФЛТ       | 0          | 0          | 18      | 1       |         |
| 2023-2024                | «Лестер Сіті»            | ЧФЛ                      | 23        | 6         | КА+КФЛ     | 1+2        | 0+1        | -           | -           | -           | -          | -          | -          | 26      | 7       |         |
| 2024-2025                | «Лестер Сіті»            | ПЛ                       | 4         | 1         | КА+КФЛ     | 0+1        | 0          | -           | -           | -           | -          | -          | -          | 5       | 1       |         |
| Загалом за «Лестер Сіті» | Загалом за «Лестер Сіті» | Загалом за «Лестер Сіті» | 28        | 8         |            | 7          | 1          |             | 0           | 0           |            | -          | -          | 35      | 9       |         |
| Усього за кар'єру        | Усього за кар'єру        | Усього за кар'єру        | 55        | 8         |            | 7          | 1          |             | 0           | 0           |            | 0          | 0          | 62      | 9       |         |

### У збірній
Станом на 17 листопада 2024 року
| Національна збірна          | Рік     | Матчі | Голи |
| --------------------------- | ------- | ----- | ---- |
| національна збірна Ірландія | 2024    | 4     | 0    |
| Загалом                     | Загалом | 4     | 0    |

## Досягнення
«Форест Грін Роверз»
- Друга футбольна ліга
  -  Чемпіон (1): 2021/22[12]

«Лестер Сіті»
- Чемпіоншип
  -  Чемпіон (1): 2023/24